# Anthurium riparium
Anthurium riparium är en kallaväxtart som beskrevs av Adolf Engler. Anthurium riparium ingår i släktet Anthurium och familjen kallaväxter. Inga underarter finns listade.